# Zapopan (kommun)
Zapopan är en kommun i Mexiko.   Den ligger i delstaten Jalisco, i den centrala delen av landet, 500 km väster om huvudstaden Mexico City.
Följande samhällen finns i Zapopan:
- Zapopan
- Tesistán
- Nuevo México
- La Venta del Astillero
- Campestre las Palomas Fraccionamiento
- San Esteban
- Campo Real
- La Cuchilla
- San Isidro
- Puerta del Llano
- Rancho Contento
- Pinar de la Venta
- Villas del Valle
- Residencial Albaterra
- La Mesita
- El Lazo
- Lomas de Montechelo
- El Quemado
- El Crucero
- Haciendas la Herradura
- El Tempisque
- San Rafael Tercero